# Tilarán (tổng)
Tilarán là một tổng trong tỉnh Guanacaste, Costa Rica. Tổng này có diện tích 638,39 km², dân số năm 2008 là 20337 người..